# Panaspis burgeoni
Espèce
Synonymes
- Lygosoma burgeoni De Witte, 1933

Panaspis burgeoni est une espèce de sauriens de la famille des Scincidae.

## Répartition
Cette espèce est endémique de la chaine du Rwenzori en République démocratique du Congo.

## Étymologie
Cette espèce est nommée en l'honneur de Louis Burgeon (1884–1974).

## Publication originale
- De Witte, 1933 : Batraciens et reptiles recueillis par M.L. Burgeon au Ruwenzori, au Kivu et au Tanganika. Revue de zoologie et de botanique africaines, vol. 24, p. 111-123.